# 诺伊豪斯-希尔施尼茨
诺伊豪斯-希尔施尼茨（德語：Neuhaus-Schierschnitz，發音：[ˈnɔʏhaʊs ˈʃiːɐ̯ʃnɪts]）是德国图林根州松讷贝格县曾经的一个市镇，面积23.2平方千米，2015年12月31日人口为3,081人。2018年7月6日，诺伊豪斯-希尔施尼茨与另外2个市镇合并为新市镇弗里茨塔尔。